# Fulcran Vigouroux
Fulcran Vigoroux (Nantes, 13 febbraio 1837 – Parigi, 21 febbraio 1915) è stato un presbitero e biblista francese, di fede cattolica.

## Biografia
Ordinato sacerdote nella Compagnia di san Sulpizio a Parigi, dal 1860 al 1895 insegnò Sacra Scrittura nel seminario locale, e, a partire dal 1890, all'Istituto cattolico della capitale francese.
Nel 1903 divenne il primo segretario della neocostituita Pontificia commissione biblica, incarico che ricoprì a Roma fino al 1912.
Fu l'autore di Manuel Biblique (pubblicato nel 1880), Dictionnaire de la Bible (dal 1891 al 1912), e ideò il progetto di una Bibbia poliglotta, cui collaborò dal 1900 al 1909.

## Opere
- (FR) Fulcran Vigoroux, Manuel biblique, ou Cours d'Écriture sainte à l'usage des séminaires. Ancien Testament (PDF), Parigi, A. Roger et F. Chernoviz, 1878. URL consultato il 9 settembre 2019 (archiviato il 23 aprile 2014).
- (FR) Fulcran Vigoroux, La Sainte Bible Polyglotte contenant le texte hébreu original, le texte grec des Septante, le texte latin de la Vulgate, et la traduction française de M. l'Abbé Glaire, 8 voll., 1900-1909. Ospitato su archive.wikiwix.com.
- Wikisource in lingua francese contiene la La sainte Bible selon la Vulgate traduite en français, avec des notes par l'abbé J.-B. Glaire. Seule approuvée après examen fait à Rome par la Sacrée Congrégation de l'Index. Nouvelle édition avec introductions, notes complémentaires et appendices par F. Vigouroux Prêtre de Saint-Sulpice, edizione pubblicata nel 1902.